# 美少女文庫
美少女文庫（びしょうじょぶんこ）は、かつてフランス書院から発売されていたジュブナイルポルノの文庫本レーベルである。キャッチコピーは、L・O・V・E・宣言!（2009年頃までは「ライトHノベルNo.1」が使われていた）。
本項では、2009年3月17日創刊の姉妹レーベル・美少女文庫えすかれについても記述する。

## 概要
2003年5月に創刊。元々、フランス書院は「ナポレオンXXノベルス」および、その前身だった「ナポレオン文庫」などのジュブナイルポルノレーベルを持っていたが、事実上、全面刷新する形で創刊された。当時、「ナポレオンXXノベルズ」は発行のペースが落ちており、成人向け漫画誌『COMICパピポ』やフランス書院コミック文庫との連携という基本コンセプトも変化しはじめていたことから、まったくの新レーベルとして企画されたと思われる。
「ナポレオンXXノベルズ」や、キルタイムコミュニケーションから発行されている「二次元ドリームノベルズ」、その他のアダルトゲームのノベライズなど、当時のジュブナイルポルノでは主流だった新書の形態は取らず、文庫としては少し高めの価格設定ではあるが、新書よりは安価に発売された。その後、美少女文庫に追随してキルタイムコミュニケーションから「二次元ドリーム文庫」が創刊され、オリジナルジュブナイルポルノの文庫発行点数は新書とほぼ同等になるが、レーベル立ち上げの時点では、元々、関西ローカルの小規模なレーベルの上にジュブナイルポルノ系作品の刊行ペースが低下傾向だった青心社文庫程度しか残っておらず、事実上、競合他社がすべて撤退した空白地への再挑戦であった。
従来のナポレオンXXノベルズと比べると、表紙も煽情的なイラストは避け、普通の美少女イラストを配し、カラー口絵も用意するなど、既存のライトノベルおよびその販売戦略を強く意識していた。作品の内容も同様で、他のレーベルと比しても学生を主人公として学園生活や恋愛を描く作品が多く、ほとんどの作品では何らかの形でいわゆる「萌え」が意識されている。この点でも一般向けライトノベルを意識したものになっている。挿絵も一般向けで著名なイラストレーターが担当することがあり、かつてはてぃんくる・こぶいち・みやま零・シコルスキー・山本和枝・狗神煌といったビッグネームも見られた。
その一方では、
- タイトルによりいわゆるその作品の「萌え属性」が明確に分かるようにされている。
- ほぼ全ての作品において口絵が具体的に本編内のどこかのシーンをさしているわけではない。
- 出版以前に出される速報的な書店向けの新刊情報においては仮タイトルで発表がおこなわれ、発売直前にならなければタイトルがわからない。

など、フランス書院文庫をはじめとする官能小説に特有の方法も踏襲されている。また、フランス書院の担当者も言及しているが、創刊から成人向けとされておらず、書店では一般向けライトノベルと同じ棚に陳列されることも多かった。
公式サイトでは、文庫及び電子書籍版（一部のみ）の販売や、WEB小説、萌えポイント制度などがあった。
初期は青橋由高、わかつきひかるなどジュブナイルポルノのプロパー作家が多かったが、近年の執筆陣は榊一郎、新木伸、橘ぱん、三門鉄狼、箕崎准、内田弘樹、伊藤ヒロなど一般向けライトノベルのベテラン作家が多くなっている。また、実験的なケースだが、近年、アダルトアニメやアダルトゲームに代わる題材として、成人向け同人漫画やCG集のノベライズも行われていた。
2023年の冬期のフランス書院文庫のサイトリニューアルに伴い、公式サイトは撤廃された。（2022年夏期には既に新刊は出なくなっていた） 公式Twitterも「美少女文庫（転生済み）」として2023年4月5日にリニューアル公開している。
美少女文庫の系譜は、フランス書院公式サイトで毎月第2・第4金曜日に公開されるフランス書院eブックスに引き継がれたが、著者の継続はほぼ見られない。

## 美少女文庫えすかれ
2009年3月創刊の姉妹レーベル。「えすかれ」は「エスカレート」の意味。美少女文庫の作品内容がフランス書院文庫などで伝統的に培われてきた編集方針を踏襲しているのに対し、本レーベルでは「敢えて条件や編集制限を設けない」ことを売りにしている。表紙デザインが異なるため、美少女文庫との見分けは容易である。2017年6月廃止。

## 外見上の特徴 特色
基本的に、白を基調とした光沢のあるカバーのかかった文庫である。たいていの場合は惹句を記した帯がかけられており、ヒロインをメインに配置、タイトル、著者名、イラストレーター名が書かれている。
帯（おび）
初期に発行された作品は、金や銀が施されたものが使われていたが、その後ナチュラルな色のものがかけられていた。現在は帯がなくなった代わりに、表紙の下に見所が書かれている。
裏表紙
大抵の場合、カラーの口絵イラストにつかわれたイラストが小さく切り出され、ワンポイントで配置されている。
背表紙
上端部に、各作品毎に小さなイラストが入り、その下にタイトルが書かれている。

## その他
- 基本的にあとがきは書かれない。
- 著者／イラストレーターのプロフィールは記載されない。
- わかつきひかるによれば、ジュブナイルポルノの本のタイトル、および章タイトルは、著者ではなく編集者が決めている。また、「ジュブナイルポルノでは、主人公以外の男性キャラを（あまり）登場させてはいけない、というルールがある」と自著『AKUMAで少女』のあとがきにて語っている。

## 現在の主な執筆陣
- 青橋由高
- 伊藤ヒロ
- 井の中の井守
- 上原りょう
- 内田弘樹
- 鏡遊
- 鷹羽シン
- 嵩夜あや
- 橘ぱん
- 橘真児
- 巽飛呂彦
- ちょきんぎょ。
- 遠野渚
- 箕崎准
- 葉原鉄
- ほんじょう山羊
- 肥前文俊
- 新木伸
- さかきいちろう（榊一郎）
- みかづき紅月
- みかど鉄狼（三門鉄狼）
- 山口陽
- J・さいろー
- わかつきひかる

## 過去の執筆陣
- あおぞら鈴音
- 秋月耕太
- あすなゆう
- 天野都
- 石川千里
- 河里一伸
- 北都凛
- 銀野荒也
- 呉田文明
- 黄支亮
- 櫻木充
- 酒井童人
- 清水マリコ
- 田沼淳一
- 月乃御伽
- 堂本烈
- 内藤みか
- 七海ユウリ
- 白銀純
- 羽沢向一
- 速水キル
- 松田佳人
- 水碕睦月
- 水無瀬さんご
- 森野一角
- 山口昇一（ヤマグチノボル）
- 弓月誠

　等
あおぞら鈴音は、美少女文庫の公募新人賞「美少女文庫新人賞」よりのデビュー作家であり、受賞時の年齢が16歳ということでかなり話題を呼んだ。
月に2点から3点の刊行であったが、非常に少ない人数の常連作家が定期的に作品を発表し、時にゲスト的にそのほかの作家が登場するといった刊行の手法が取られていた。

## アニメ化作品

### 美少女文庫
いずれもアダルトアニメ。
| 作品                         | 発売年          | アニメーション制作 | 備考                             |
| ---------------------------- | --------------- | ------------------ | -------------------------------- |
| My妹〜小悪魔なAカップ        | 2012年          | リリクス           |                                  |
| お嬢様☆嫁入り抗争            | 2012年          | Studio Eromatick   |                                  |
| ツンツンメイドはエロエロです | 2013年          | リリクス           |                                  |
| 転生剣奴の子づくり闘技場     | 2017年 - 2018年 | PoRO               |                                  |
| JKエルフと君の先生           | 2018年          | フレーバーズソフト | タイトル「エルフの教え子と先生」 |

### 美少女文庫えすかれ
いずれもアダルトアニメ。
| 作品                            | 発売年 | アニメーション制作 | 備考 |
| ------------------------------- | ------ | ------------------ | ---- |
| 厳格クールな先生がアヘボテオチ! | 2015年 | ピークハント       |      |
| 催眠☆学園                       | 2018年 | PoRO               |      |